# كانتا كون الضربة القاضية
```
كانتا كون الضربة القاضية هو 
مسلسل
 
أنمي
  
ياباني
 من إبداع 
استوديو تاتسونوكو للإنتاج
 ، ظهر لأول مرة على 
شاشة تلفزيون فوجي
 والمحطات التابعة له في 18 سبتمبر 1977، واستمر عرضه حتى 24 سبتمبر 1978، مقدّمًا للمشاهدين 53 حلقة مليئة بالمغامرات.
[
1
]
 وبعد سنوات طويلة، أُعيد طرح المسلسل في إصدار خاص على قرصين مدمجين في يناير عام 2010.
```

يُعد هذا المسلسل، إلى جانب طريق العودة، واحدًا من آخر الإبداعات التي ارتبط اسمها بالمؤسس المشارك لتاتسونوكو، تاتسو يوشيدا، إذ رحل عن الحياة قبل أن يرى عمله يُعرض على الشاشات.

## القصة
كانطا توباسي يعيش في قلب المدينة برفقة والدته وأخواته السبعة، إضافة إلى كلب العائلة الوفي. يحمل شغفًا عميقًا بلعبة كرة القاعدة، غير أن والدته تمنع أي حديث عنها أو ممارستها، إذ ترى أن هذه اللعبة كانت السبب في وفاة زوجها خطأً. رغم ذلك، يصر كانطا على ممارسة كرة القاعدة، سرًا مع بزوغ الفجر.
ذات يوم تلقّى دعوة من صديقه للانضمام بديلًا إلى فريقه، وأثناء لحظة حاسمة لمح والدته واقفة بوجه صارم تأمره بالكف عن اللعب نهائيًا. عزيمته لم تهتز، فمع بزوغ الفجر انطلق كعادته إلى الملعب لمواصلة التدريب. وحين لامست حماسته قلب والدته، تبدّل موقفها لتقف إلى جانبه، مقترحةً تأسيس فريق كرة القاعدة يجمعهما معًا.
رغم عدم عرض هذا العمل مدبلجًا للغات الأجنبية، إلا أنه حظي بشعبية واسعة في بعض الدول الأوروبية، كما شكّل بداية المسيرة الإخراجية لأحد أبرز المخرجين اليابانيين، الذي انطلق من خلال هذا العمل نحو إنجازات فنية عالمية.

## طاقم الأداء الصوتي
شيكاكو أكيموتو في دور إيتشيرو.
كانيتو شيوزاوا في دور جيرو.
كاتسوجي موري في دور فوجيتا.
كازو كومياي دور شيرو توباسي.